# Бойченко Микола Іванович
Бойченко Микола Іванович (24 серпня 1951, с. Мирівка, Кагарлицький (нині Обухівський район), Київська область) – Кагарлицький міський голова (1991-2010).

## Життєпис
1958-1968 роки навчання в Мирівській середній школі.
У 1968 році вступив до Київського будівельного технікуму  транспортного будівництва, який закінчив після демобілізації у 1974 році. Здобув спеціальність «будівництво тунелей та метрополітенів».
З 1970 по1972 рік проходив службу у прикордонних військах Середньоазіатського прикордонного округу.
В квітні 1974 року був обраний звільненим секретарем комсомольської організації Ржищівського ПТУ №14.
Повернувшись з військової служби, пов’язав своє життя з Кагарликом.
Працював старшим диспетчером автостанції «Кагарлик».
У 1975 році призначений Начальником автостанції «Кагарлик» Київського обласного об’єднання автобусних станцій.
У 1980 році  Миколу Івановича було призначено директором Кагарлицького райпобуткомбінату Київського обласного управління побутового обслуговування населення. Самовіддано працював на цій посаді одинадцять років.
У 1983 році вступив на заочне відділення Української сільськогосподарської академії (Національний університет біоресурсів і природокористування), яку закінчив у 1988 році, здобувши спеціальність економіста-організатора. 
До кожної початої справи ставився відповідально та доводив до завершення. З повагою та розумінням ставився до людей та цінував за працелюбність, порядність, чесність та відповідальне ставлення до своєї роботи.
Завжди переймався життям громади. Тому на чергові вибори міського голови подав свою кандидатуру.
У 1991 році більшістю голосів був обраний Кагарлицьким міським головою.
3 жовтня 1991 року по жовтень 2010 року займав посаду Кагарлицького міського голови.
За період його головування місто Кагарлик росло і розвивалось. Микола Іванович мав довіру жителів міста, адже постійно переймався їх проблемами, швидко і якісно вирішував. А він мав беззаперечний авторитет у керівництва Київської області та країни. Недаремно з :
З 1998 року Бойченко Микола Іванович – заступник голови правління   Київського регіонального відділення Асоціації міст України, на якій працював до 2010 року.
У 2000 році Указом Президента України №1331/2000 був включений до Національної Ради з узгодження діяльності загальнодержавних і регіональних органів та місцевого самоврядування.
З 2002 року – голова ревізійної комісії та член правління Асоціації міст України, яку очолював до 2010 року.
З 2009 року наказом Міністра регіонального розвитку та будівництва №290 включений до складу наглядової ради Академії муніципального управління.
З 2009 року наказом Міністра праці та соціального розвитку був введений до складу колегії Міністерства праці та соціальної політики України.
Був депутатом Кагарлицької міської ради.

## Відзнаки
За час роботи на посадах начальника АС «Кагарлик», директора Кагарлицького райпобуткомбінату, міського голови нагороджувався Почесними грамотами, подяками, іменними годинниками від Київської ОДА, Київської обласної ради, голови Київської міської ради, Асоціації міст України, управління побутового обслуговування населення та обласного виробничого об’єднання автостанцій.
Найвищою нагородою у 2006 році був Указ Президента України №1040/2006 від 06 груд. 2006 року про нагородження орденом «За заслуги» ІІІ ступеня.
2000 - Подяка Президента України
2002 - Почесна Грамота Кабінету Міністрів України
2003 - Подяка Директора Київського обласного центру зайнятості за плідну працю та ділові стосунки із службою зайнятості, пов’язані з реалізацією державної політики зайнятості і соціального захисту населення у регіоні.
2008 - Подяка Прем’єр-міністра України за значний особистий внесок підвищення ролі органів місцевого самоврядування.
2012 - почесна відзнака «За заслуги перед містом».